# Maison de l'éclusier de Mont-de-Marsan
La maison de l'éclusier est un bâtiment médiéval fortifié situé à Mont-de-Marsan, chef-lieu du département français des Landes. Intégré au système défensif de la ville, cet édifice est inscrit aux monuments historiques par arrêté du 21 novembre 1942 avec les remparts de Mont-de-Marsan, .

## Présentation
La maison de l'éclusier est vraisemblablement un ancien moulin fortifié, construit sur la rive droite du Midou, en contrebas du donjon Lacataye. Au Moyen Age, des moulins à eau sont en effet mis en défense, au même titre que des églises fortifiées, des ponts fortifiés ou des maisons fortifiées, telles que les maisons romanes de Mont-de-Marsan.

### Architecture
Cette bâtisse de forme cubique édifiée en pierres coquillières est percée sur ses façades nord et est par des archères canonnières, preuve de l'utilisation défensive du lieu au Moyen Age. L'édifice serait à l'origine un moulin fortifié du XVe siècle, dit « moulin de l'éclusier », proche d'un ancien barrage. On pouvait manœuvrer de cet emplacement les écluses permettant de remplir d'eau le fossé joignant le Midou et la Douze en longeant les fortifications. Sur le cadastre napoléonien de 1811, l'édifice est identifié comme « pavillon », indiquant qu'il a déjà perdu à cette date sa fonction de moulin.
De nos jours, la partie médiévale est surmontée d'une construction plus récente, transformée en logement. Le rez-de-chaussée est quant à lui inaccessible.

### Histoire
Ce moulin participe au système défensif de la ville en raison de sa position à la rencontre des fortifications du Bourg-Neuf et du Midou. Les aménagements sur le Midou (barrage, digue) permettent le franchissement du cours d'eau à gué, ce qui motive le renforcement de la défense de ce secteur et donc de fortifier l'édifice.
Depuis 1994, la passerelle des Douves  permet le franchissement piétonnier du Midou au pied de la maison de l'éclusier.

## Galerie

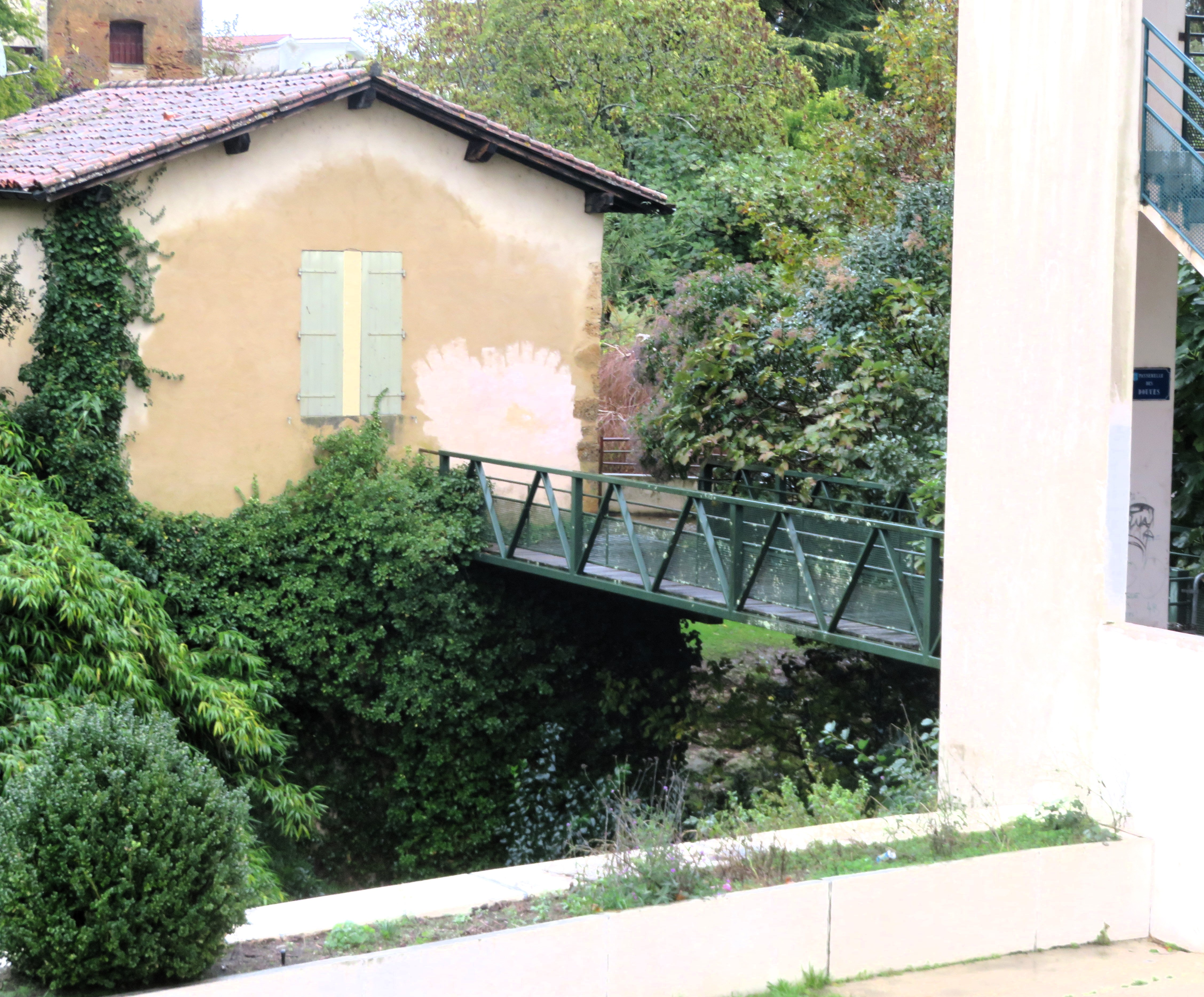
La maison de l'éclusier et la passerelle des douves sur le Midou
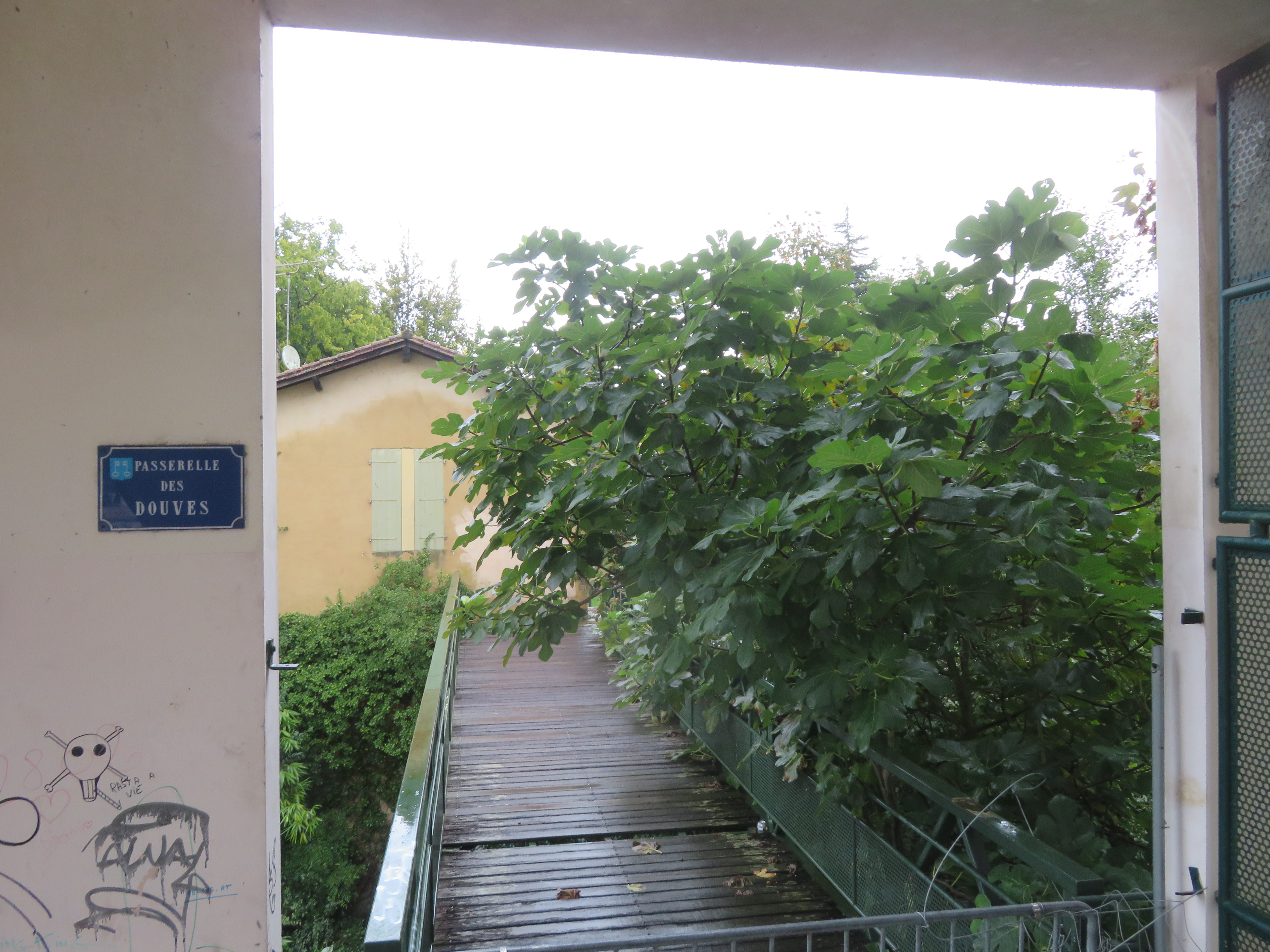
Passerelle des Douves